# Marino Riccardi

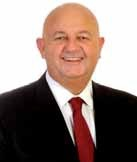
Marino Riccardi (2017)

Marino Riccardi (* 9. Juli 1958) ist ein san-marinesischer Politiker und war drei Mal einer der beiden Capitani Reggenti (Staatsoberhäupter) von San Marino. Er ist Mitglied der Demokratischen Partei (Partito dei Democratici).
Riccardi hat einen Abschluss als Buchhalter und ist seit 1972 Mitglied des Partito dei Democratici bzw. der Vorgängerpartei Partito Comunista Sammarinese. Von 2000 bis 2001 und erneut von 2002 bis 2004 war er Mitglied der parlamentarischen Versammlung des Europarates. Von 2006 bis 2008 war er Minister für Territorium, Umwelt und Landwirtschaft (Segretario di Stato al Territorio, all'Ambiente, all'Agricoltura e ai rapporti con l'Azienda di Produzione).
Bei den Parlamentswahlen Ende 2016 kandidierte er nicht mehr, gehörte jedoch als Capitano Reggente bis zum Ende seiner Amtszeit am 1. April 2017 dem Consiglio Grande e Generale an.
Riccardi war dreimal Capitano Reggente, 1991/92 gemeinsam mit Edda Ceccoli, 2004 gemeinsam mit Paolo Bollini Und 2016/17 gemeinsam mit Fabio Berardi.